# Безьяк, Марко
Марко Безьяк (словен. Marko Bezjak; род. 26 июня 1988, Птуй) — словенский гандболист, выступает за немецкий клуб «Эрланген» и сборную Словении.

## Карьера

### Клубная
Марко Безьяк начал профессиональную карьеру в клубе «Ерузалем Ормоз». В 2008 году Безьяк перешёл в словенский клуб «Веленье», выступая за который стал трёхкратным чемпионом Словении. В 2013 году Марко Безьяк переходит в немецкий клуб «СК Магдебург», где стал чемпионом Германии в 2022 году и был победителем еврокубков.
В 2023 году перешёл в хорватский клуб «Нексе». В апреле 2024 года был дисквалифицирован на 12 месяцев за драку во время игры против «Загреба». 

### В сборной
Марко Безьяк сыграл за сборную Словении 116 матч и забросил 209 голов. Был бронзовым призёром чемпионата Мира в 2017 году.

## Титулы
- Чемпион Германии: 2022
- Кубок Германии: 2016
- Победитель Лиги чемпионов ЕГФ: 2023
- Победитель Лиги Европы ЕГФ: 2021
- Чемпион Словении: 2009, 2012, 2013
- Суперкубок Словении: 2009, 2011, 2012
- Бронзовый призёр чемпионата Мира: 2017

## Статистика
Статистика Марко Безьяка сезона 2018/19 указана на 12.6.2019
| Сезон        | Клуб         | Лига       | Матчи | Голы | 7-метр | Голы |
| ------------ | ------------ | ---------- | ----- | ---- | ------ | ---- |
| 2013/14      | СК Магдебург | Бундеслига | 27    | 64   | 7      | 57   |
| 2014/15      | СК Магдебург | Бундеслига | 33    | 88   | 2      | 86   |
| 2017/18      | СК Магдебург | Бундеслига | 34    | 81   | 3      | 78   |
| 2018/19      | СК Магдебург | Бундеслига | 32    | 73   | 0      | 73   |
| 2013-по н.в. | Итого        | Бундеслига | 126   | 306  | 12     | 294  |